# 歩けない僕らは
『歩けない僕らは』（あるけないぼくらは）は2018年製作、2019年公開の日本映画。佐藤快磨監督、宇野愛海、落合モトキ主演。
回復期リハビリテーション病院1年目の理学療法士と、若くして脳卒中を発症し左半身が不随になった青年の交流を描く中編映画。
2019年6月15日に香港で開催された13th Fresh Wave International Short Film Festivalにてワールドプレミア上映。
SKIPシティ国際Dシネマ映画祭2019 国内コンペティション 短編部門　観客賞を受賞。